# ألان فيتزجيرالد
ألان فيتزجيرالد (بالإنجليزية: Alan Fitzgerald)‏ هو موسيقي أمريكي، ولد في 16 يوليو 1949 في الولايات المتحدة.

## وصلات خارجية
- ألان فيتزجيرالد على موقع IMDb (الإنجليزية)
- ألان فيتزجيرالد على موقع ميوزك برينز (الإنجليزية)
- ألان فيتزجيرالد على موقع ديسكوغز (الإنجليزية)